# جائزة ماليزيا الكبرى للدراجات النارية 2007
جائزة ماليزيا الكبرى للدراجات النارية 2007 هو سباق دراجات نارية أقيم بتاريخ 21 أكتوبر 2007 في حلبة سيبانغ الدولية. كان الجولة السابعة عشر من أصل 18 في سباق الجائزة الكبرى للدراجات النارية موسم 2007. فاز الأسترالي كيسي ستونر بفئة الموتو جي بي بينما جاء الإيطالي ماركو ميلاندري في المركز الثاني وحصل على المركز الثالث الإسباني داني بيدروسا.

## وصلات خارجية
- الموقع الرسمي